# Pentinella
|  | Aquest article tracta sobre l'espècie Amanita vaginata, la representativa dels bolets coneguts com a Pentinelles. Per a d'altres espècies que reben aquests nom comú vegeu Pentinella (desambiguació). |

La pentinella, pentinella vera o candela (Amanita vaginata; "vaginata" ve del llatí i significa "embeinada" per la volva que embolcalla el peu com si fos una beina) és una espècie bolet agarical de la família de les amanitàcies (Amanitaceae).

## Morfologia
- Té un barret de 5 a 8 cm de color gris i aprimat, molt característic, en forma de campana i marge estriat, a causa de les làmines que afloren a la superfície a prop del marge, la qual cosa justifica el nom de pentinella.
- Les làmines són blanques i lliures.
- El peu és més prim a dalt que a baix, no té anell i està embolcallat a la part de baix per una volva en sac, membranosa, alta i estreta.
- Cutícula separable.
- Superfície mai verrucosa.
- És de carn blanca, dolça, minsa i extremadament fràgil.[3]

## Hàbitat
Aquest bolet és molt comú a Catalunya i tant se'l troba dins els boscos com a les clarianes i als marges i, fins i tot, als prats i la muntanya. Aquells que viuen en els boscos són de mida més modesta, però els que surten en marges i a camp obert es fan molt grossos.
La varietat més típica és de color gris (var. grisea), però se'n troben d'altres colors: groc ataronjat (var. fulva) o ben blancs (var. alba).

## Ús
És un bolet comestible relativament bo, malgrat la poca carn que sol tindre. És possible confondre'l amb les amanites mortals (A. phalloides, A. verna, etc.), ja que els atributs d'aquestes darreres (color, presència d'anell, etc.) poden ser modificats per la pluja, el pas d'animals i l'edat, i creure que són pentinelles.

## Altres denominacions científiques ja obsoletes
- Agaricus plumbeus Schaeff.,  1774
- Agaricus vaginatus Bull., (1783) [1782-83]
- Agaricus vaginatus var. griseus DC.
- Amanita livida Pers.
- Amanita plumbea (Schaeff.) anon. ined.,
- Amanita vaginata (Bull.) Lam.,  1783
- Amanita vaginata f. battarrae (Boud.) Contu [com a "battarae"], 1986
- Amanita vaginata f. grisea (DC.) E.-J. Gilbert,  1918
- Amanita vaginata f. grisea (DC.) Veselý, (1933)
- Amanita vaginata f. livida (Gillet) E.-J. Gilbert,  1918
- Amanita vaginata f. plumbea (Schaeff.) E.-J. Gilbert,  1918
- Amanita vaginata f. plumbea (Schaeff.) L. Maire, 1910
- Amanita vaginata f. violacea (Jacz.) Veselý,  1933
- Amanita vaginata subsp. plumbea (Schaeff.) Konrad & Maubl.,  1924
- Amanita vaginata var. grisea (DC.) Quél. & Bataille,  1902
- Amanita vaginata var. livida (Pers.) Gillet,  1874
- Amanita vaginata var. plumbea (Bull.) Quél. & Bataille, 1902
- Amanita violacea Jacz.,  1923
- Amanitopsis albida (Bull.) S. Imai, (1933)
- Amanitopsis plumbea (Schaeff.) J. Schröt., (1889)
- Amanitopsis vaginata (Bull.) Roze [com a "vaginatus"],  1876
- Amanitopsis vaginata var. plumbea (Bull.) Konrad & Maubl.,  1924
- Amanitopsis vaginata var. violacea (Jacz.) E.-J. Gilbert, 1941